# Dragontown
Dragontown é um álbum de estúdio de Alice Cooper, lançado em 18 de setembro de 2001. Assim como Brutal Planet,  o álbum mostra um estilo mais pesado do que muitos de seus lançamentos anteriores. O álbum atingiu o "Top Independent Albums" da Billboard em # 12,  e a Billboard 200 na posição # 197, seu desempenho mais baixo na parada de álbuns desde DaDa de 1983. Este é o primeiro álbum de estúdio de Alice Cooper que não contem nenhum single.

## Faixas
Todas as canções escritas e compostas por Alice Cooper e Bob Marlette , exceto onde indicado. 
| N° | Título                  | Tempo |
| -- | ----------------------- | ----- |
| 1  | Triggerman              | 4:00  |
| 2  | Deeper                  | 4:36  |
| 3  | Dragontown              | 5:06  |
| 4  | Sex, Death and Money    | 3:39  |
| 5  | Fantasy Man             | 4:05  |
| 6  | Somewhere in the Jungle | 5:22  |
| 7  | Disgraceland            | 3:34  |
| 8  | Sister Sara             | 4:35  |
| 9  | Every Woman Has a Name  | 3:45  |
| 10 | I Just Wanna Be God     | 3:53  |
| 11 | It's Much Too Late      | 4:40  |
| 12 | The Sentinel            | 3:53  |

Uma edição especial foi lançada em 24 de setembro de 2002, limitada a 7.500 unidades. Ele inclui o álbum original e um disco bônus com quatro faixas adicionais.
| Nº | Título                          | Compositores                  | Tempo |
| -- | ------------------------------- | ----------------------------- | ----- |
| 1  | Can't Sleep, Clowns Will Eat Me |                               | 4:09  |
| 2  | Go To Hell (Live)               | Cooper, Dick Wagner,Bob Ezrin | 3:48  |
| 3  | Ballad of Dwight Fry (Live)     | Cooper, Michael Bruce         | 4:27  |
| 4  | Brutal Planet (Remix)           |                               | 5:27  |

### Créditos
- Alice Cooper - Vocal
- Ryan Roxie - Guitarra
- Tim Pierce - Guitarra
- Greg Smith - Baixo
- Kenny Aronoff - Bateria
- Bob Marlette - Guitarra Rítmica, Baixo, Teclados